# Podziemny front (komiks)
Podziemny front – seria wydawnicza komiksów wydawana w latach 1969-1972 i 1979 przez wydawnictwo Sport i Turystyka, składająca się 9 zeszytów. Autorami rysunków byli Mieczysław Wiśniewski (zeszyty nr 1-6) i Jerzy Wróblewski (zeszyty nr 7-9). Na temat autora scenariuszy jest brak danych (prawdopodobnie bazował on na scenariuszach wymienionych poniżej odcinków serialu i filmu telewizyjnego oraz filmu kinowego).
Komiks bazuje głównie na akcji przedstawionej w serialu telewizyjnym Podziemny front z 1965 roku i w filmie telewizyjnym Powrót doktora von Kniprode z 1965 roku, będącym jego kontynuacją.
Akcja komiksów rozgrywa się w czasie II wojny światowej i osnuta jest na walce lewicowych organizacji podziemnych z hitlerowskim okupantem. Przedstawia walkę i akcje sabotażowe oddziału im. Czwartaków, wchodzącego w skład Armii Ludowej.
Dwa przedostatnie zeszyty opowiadają o poszukiwaniach przez polskie władze bezpieczeństwa zbrodniarza wojennego, byłego szefa warszawskiego Gestapo, standartenführera doktora Helmuta von Kniprode, który próbuje uciec sprawiedliwości i wywieźć na zachód kartotekę niemieckich agentów w Polsce.
Ostatnia 9-ta część komiksu W pułapce powstała nie na podstawie serialu, ale filmu kinowego Pułapka w reżyserii Andrzeja Jerzego Piotrowskiego (rok produkcji 1970, w roli głównej Andrzej Kopiczyński) opowiadającego o przejmowaniu przez Polaków w roku 1945 kopalń na Dolnym Śląsku i walce z Werwolfem.

## Tytuły kolejnych zeszytów
(w nawiasie: rok pierwszego wydania)
1. Zamach (1969)
2. Na tropie (1969)
3. Przerwana linia (1970)
4. O życie wroga (1970)
5. Przed świtem (1971)
6. Skok za front (1971)
7. Skarb w Winterhofie (1972)
8. Wilk w matni (1972)
9. W pułapce (1972)

### Wilk w matni
Komiks jest adaptacją 2. odcinka dwuczęściowego filmu telewizyjnego Powrót doktora von Kniprode, zatytułowanego W matni. Autorem rysunków jest po raz drugi Jerzy Wróblewski (także autor siódmej części serii). Scenarzyści komiksu nie zostali ujawnieni w samej publikacji, Adam Rusek przyjmuje, że byli oni tożsami z autorami scenariusza filmu, autorzy monografii serii komiksowej również tego nie wykluczają.
Akcja komiksu dzieje się w Berlinie wiosną 1945. Oficerowie mjr Stefanowski i por. Zbyszewski zajmują się wyłapywaniem niemieckich zbrodniarzy wojennych. Równocześnie były jeniec, a wcześniej żołnierz Armii Krajowej, doktor Piotrowski (pierwszy bohater całej serii komiksowej wywodzący się z tej formacji) próbuje ułożyć swoje powojenne życie. Niespodziewanie natyka się na oficera SS Heinricha von Kniprode. Ten ucieka i zostaje ukryty przez żołnierzy amerykańskich, którzy nie chcą go wydawać państwu komunistycznemu. Doktor Piotrowski decyduje się skontaktować z polskimi żołnierzami.
W komiksie pojawiają się wątki propagandowe. Wilk w matni pokazuje, że Amerykanie wykorzystali po II wojnie światowej niedobitków nazistowskich do współpracy, zamiast wymierzyć im sprawiedliwość. Drugim wątkiem są dylematy doktora Piotrowskiego, który początkowo nie ufa żołnierzom Ludowego Wojska Polskiego i woli kontakt z Amerykanami, ostatecznie jednak decyduje się na powrót do Polski.